# Ca mè
El ca mè mallorquí és una raça de ca de tipus bracoide d'estampa senzilla, sòbria i rústica, no gaire gros. Té un temperament noble, dòcil, obedient, amorós, gens violent, no limfàtic, i sorprèn per la seva gran fortalesa en la caça, que és la seva aptitud principal.

## Història
Com passa sovint en les races de cans, hi ha sobre el ca mè mallorquí una abundant bibliografia històrica que menciona, des del segle xiv fins al dia d'avui, les característiques i bondats d'aquesta raça i la gran difusió i estima que tenia a les Illes Balears.
Sembla, i en aquest punt coincideixen tots els autors, que el ca mè procedeix d'una agrupació racial originària de Navarra, que es va escampar per la resta de la península Ibèrica i les Illes Balears, i que va rebre a cada indret diferents influències per a acomodar les seves aptituds a les necessitats de la caça de cada lloc. En el nostre cas, sembla que va tenir un poc d'influència del ca eivissenc, per donar-li més agilitat i lleugeresa, cosa que li proporcionarà amb el temps el morfotipus actual.
A partir del segle xx, la raça va entrar en decadència i ha estat objecte d'encreuaments amb altres, especialment el pòinter, cosa que va modificar tant aspectes físics com de la conducta. A partir de l'any 1996 es constituí el Club del Ca Mè Mallorquí, que agrupa criadors d'aquesta raça i caçadors que l'utilitzen. Des de la seva fundació es varen iniciar els registres dels cans de la raça, que acompanyats de mostres d'avaluació morfològica i funcional, que es fan almenys dos pics a l'any, en permeten dur a terme la selecció i millora. Aquests treballs han permès recuperar les característiques originals i mantenir un nombre de 200 animals de raça inscrits.
L'estàndard de la raça es va publicar en el Butlletí Oficial de les Illes Balears de 28 de desembre de 2002, i la gestió del Llibre genealògic es va encomanar al Club abans esmentat. El 10 de març de 2004, el Ministeri d'Agricultura, Pesca i Alimentació va reconèixer oficialment la raça, publicant el seu estàndard al B.O.E.

## Característiques generals
El ca mè té un sistema de caça molt pausat: caça amb el nas a mitja altària, com fa el bestiar de llana quan pastura, i d'aquí li ve el nom de "mè", sempre a prop de l'amo, i és molt adient per als terrenys mal plans i espessos.
El cap no és gaire gros en relació amb el cos. El morro és un poc més curt que el crani, que presenta al clatell l'anomenada "cresta", d'on parteix un solc cap a la cara, que passa pel mig dels ulls. Els llavis superiors estan en posició caiguda i són gruixats, mentre que els llavis inferiors i el llambrot són ajustats i no es veuen, ja que queden per davall dels llavis superiors. El nas és ample i gruixat, i el color està en consonància amb el pèl. Les orelles tenen una mida mitjana i són d'inserció alta i ampla. Cauen al costat de la cara i tenen l'acabament inferior rodó.
El coll és curt i gruixat, i alguns exemplars presenten papada simple o doble, poc desenvolupada. El cos és ben proporcionat, profund, amb el pit ample i el costellam arquejat. La gropa és inclinada i seca de carn. La coa és relativament curta, i s'aprima progressivament de cap a la part distal. La seva postura natural és caiguda, mai no supera el garró, i és molt mòbil i expressiva.
Les extremitats són gruixades i estan ben musculades. Els peus són curts, amples i ovalats, amb ungles fortes i dits separats.
La pell és gruixada i un poc desferrada del cos. No presenta plecs, llevat de la papada. El pèl és curt, llis, gruixat, molt dens i arriba fins al ventre.
El color del pèl és molt variat: negre; blanc i negre clapat i mosquejat; marró; blanc i marró, clapat i mosquejat; blanc i taronja, clapat i mosquejat; blanc i llimona, clapat i mosquejat, i tricolor (efecte "foc" sobre els altres colors).